# Pterois sphex
Pterois sphex — вид скорпеноподібних риб роду Крилатка (Pterois) родини скорпенових (Scorpaenidae).

## Поширення
Вид зустрічається у Тихому океані біля Гавайських островів.

## Опис
Риба середнього розміру до 22 см завдовжки, яскравого забарвлення. Тіло червоного кольору з 50 світлими поперечними смугами по всьому тілі, плавці — червоні. На спинному та грудних плавцях розміщені довгі, отруйні, яскраво забарвлені колючки до 10 см завдовжи.

## Спосіб життя
Це морський, тропічний вид, що мешкає на коралових рифах на глибині до 122 м. Активний хижак, що живиться дрібною рибою та ракоподібними.